# Cyclaspis indoaustralica
Cyclaspis indoaustralica is een zeekommasoort uit de familie van de Bodotriidae. De wetenschappelijke naam van de soort is voor het eerst geldig gepubliceerd in 1992 door Bacescu.